# Alberto Capriano
Alberto Capriano (Mantova, ... – Alba, 23 gennaio 1595) è stato un vescovo cattolico italiano.

## Biografia
Nato da nobile famiglia mantovana, divenne priore della chiesa di San Marco di Mantova.
Il 30 luglio 1590 papa Sisto V lo nominò vescovo di Alba. Ricevette la consacrazione episcopale il 16 settembre successivo a Mantova dalle mani del vescovo Alessandro Andreasi, vescovo di Mantova. Altre fonti riportano la consacrazione come avvenuta nella basilica di San Pietro in Vaticano.
Durante il suo episcopato, compì nel 1594 la visita pastorale alla diocesi.
L'imperatore Rodolfo II d'Asburgo lo propose per la creazione a cardinale, ma morì il 23 gennaio 1595.

## Genealogia episcopale
La genealogia episcopale è:
- Vescovo Alessandro Andreasi
- Vescovo Alberto Capriano